# Santuário Nossa Senhora de Angelina
O Santuário Nossa Senhora de Angelina é um santuário católico localizado na cidade de Angelina, na região metropolitana da Grande Florianópolis, no estado de Santa Catarina. O santuário é composto pela Igreja Nossa Senhora da Imaculada Conceição e pela gruta dedicada à Nossa Senhora de Lourdes, no alto da colina.

## História
A Gruta de Angelina foi um presente de Frei Zeno Wallbroehl OFM (1866-1925), missionário franciscano em suas andanças pelo sul do país, certa vez acometido de uma doença grave que o levou à beira da morte. Com muita fé, bebia da água da Gruta de Nossa Senhora de Lourdes, na França, que visitara. Fizera a promessa de construir uma gruta à Nossa Senhora se ela lhe devolvesse a saúde. Numa noite febril viu, em sonho, um local muito lindo, apropriado para a uma bela gruta à Virgem Mãe de Deus.
Já com a saúde restabelecida, com ardor muito grande pôs-se a procura deste lugar nas cercanias de Angelina. Penetrou na mata virgem atrás da igreja paroquial. Depois de árdua subida, Frei Zeno exclamou entusiasmado: "É aqui! Este é o lugar que eu vi no sonho!" A sua frente, entre paredes de rocha, estendia-se um corredor largo e longo, terminando num paredão com 12 metros de altura por onde descia uma rumorosa cascata. Agradecido pela cura e alimentado pela fé, o sacerdote franciscano escreveu a Alemanha encomendando um imagem da Imaculada Conceição igual a de Lourdes, com  1,95 metros. Conta-se que a senhora sua mãe fez a doação. Transportada para o Brasil logo após a virada do século XIX, desembarcou no porto de Desterro, de onde veio para Angelina, em carro de boi.
Na tarde de 15 de agosto de 1907, uma procissão com a imagem de Nossa Senhora de Lourdes subiu o morro, para ali proceder-se a benção da gruta, entronizando nela a bela imagem. No dia 6 de fevereiro de 1988 o arcebispo metropolitano Dom Afonso Niehus instituiu na Igreja Matriz Nossa Senhora da Imaculada Conceição de Angelina e sua gruta anexa como Santuário Nossa Senhora de Angelina.